# Districte d'Arcaishon

Situació del districte d'Arcaishon al departament de la Gironda

El Districte d'Arcaishon és un nou districte creat el 2007 al departament francès de la Gironda, a la regió d'Aquitània. Està format per 4 cantons i 17 municipis. El cap del districte és Arcaishon.

## Cantons
- cantó d'Arcaishon
- cantó d'Audenja
- cantó de Belin e Beliet
- cantó de La Tèsta de Buc